# 스톡홀름 모스크

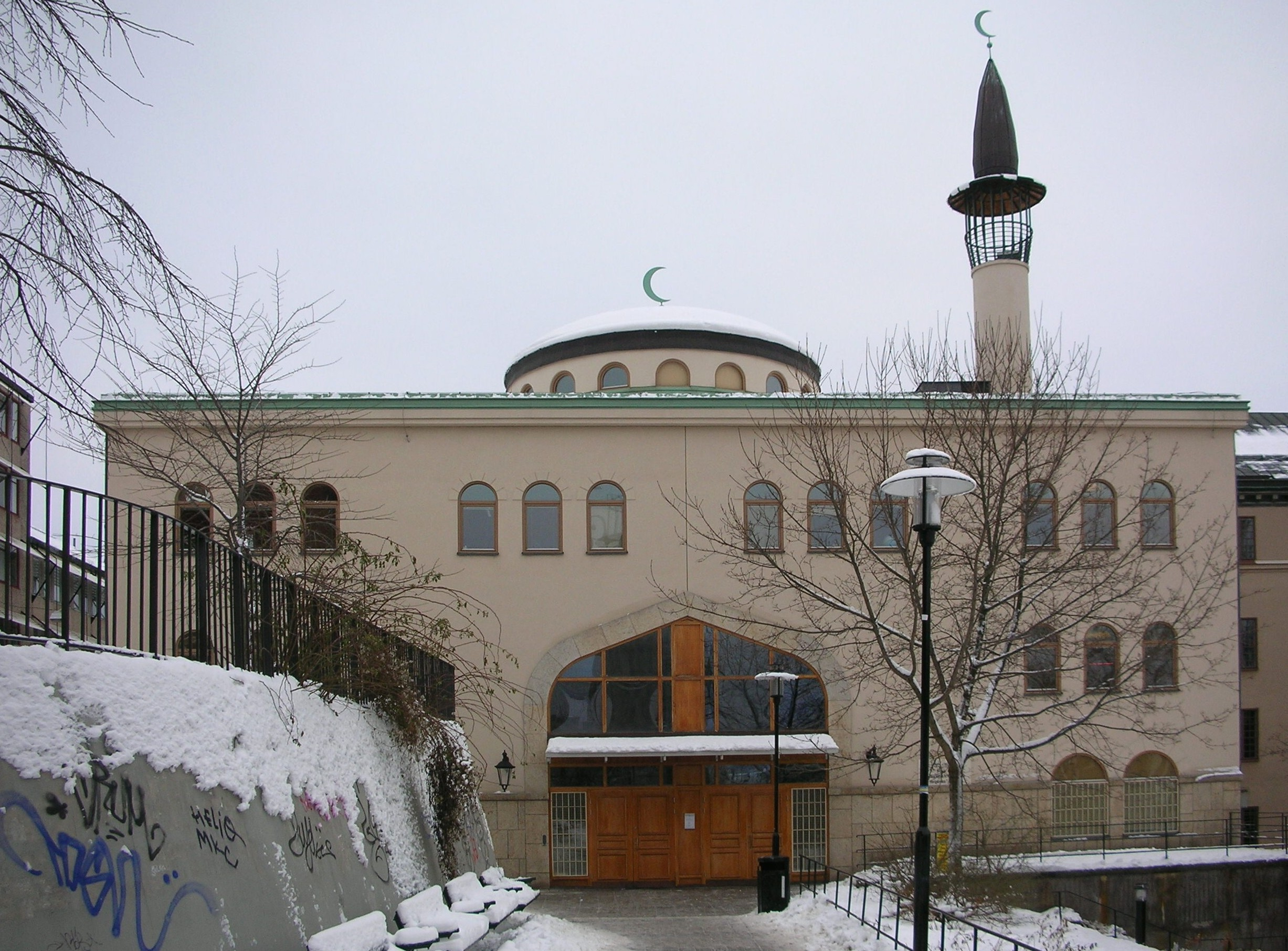
스톡홀름 모스크

스톡홀름 모스크는 스웨덴 스톡홀름 쇠데르말름 구에 있는 모스크이다. 2000년에 지어졌다.